# Gerics József
Gerics József (Budapest, 1931. november 13. – Budapest, 2007. április 22.) magyar történész, az Eötvös Loránd Tudományegyetem és a Pázmány Péter Katolikus Egyetem professzora.

## Élete
Édesapja Gerics Flórián gazdasági cseléd, aki az I. világháborúban megrokkant, majd trafikengedélyt kapott, és 1952-től a Fővárosi Dohánybolt Vállalat alkalmazottja, édesanyja Perényi Márta tisztviselő. Iskolai tanulmányait az egyetemi Gyakorló  Gimnáziumban (mai ELTE Trefort Ágoston Gyakorlóiskola) végezte. 1952-ben még egyetemista volt, amikor tanítani  kezdett az Eötvös Loránd Tudományegyetemen. 55 tanéven keresztül oktatta levéltárosok,  középiskolai tanárok, történészek nemzedékeinek a középkori történelmet. Előbb  a Történelem Segédtudományai Tanszéken tanított, majd 1982-ben a Középkori és  Kora Újkori Magyar Történeti Tanszék professzora lett. Innen ment nyugdíjba 2001-ben, a tanítást azonban nyugállományba vonulása után, betegen sem hagyta abba. Az 1990-es években a Pázmány Péter Katolikus Egyetem Jogtudományi Karán a Jogtörténeti Tanszéket  vezette. 1991-ben 60. születésnapja alkalmából emlékkönyv készült a tiszteletére. 2001-ben  munkássága elismeréseként magas állami kitüntetést kapott.
Kétszer házasodott. Első felesége Bolla Ilona volt 1955-től annak haláláig. Második felesége 1982-től Ladányi Erzsébet volt.

## Oktatói tevékenysége
Történész hallgatókat tanított latin nyelvre. Középkori magyar forrásismeretet,  intézménytörténetet, társadalomtörténetet, jogtörténetet, egyháztörténetet, eszmetörténetet  oktatott – magas színvonalon, de emellett latin nyelvű oklevelek olvasását is  tanította. Doktorandusz hallgatók munkáját irányította.

## Történészi tevékenysége
Gerics József nagy formátumú középkortörténész volt, jelentős, sokrétű tudományos  életművet hagyott hátra. A középkortudomány szinte minden területét művelte. Különösen  szívesen foglalkozott az Árpád-kor problémáival.
Munkásságának meghatározó részét  képviselik azok az írásai, amelyek a krónika- és legendaírás, a középkori eszmetörténet  kérdéseivel foglalkoztak. Fiatalon, 1960-ban krónikakutatásai révén nyerte el a kandidátusi tudományos fokozatot.
Úttörő jelentőségű tanulmányokat írt intézménytörténeti  problémákról (pl. a 14. századi kancellária és királyi tanács története, a nemesi megye kezdetei).
Az 1970-es években érdeklődése mindinkább a hazai rendiség vizsgálata  felé fordult. Akadémiai doktori fokozatot is ebből a témakörből szerzett 1981-ben.  Disszertációja életművének egyik csúcspontja. A 13. századi korai rendiség vizsgálata  mellett foglalkozott a 14-15. századi magyarországi rendi fejlődéssel is.
Az 1980-1990-es években számos alapvető jelentőségű tanulmányt (többet feleségével,  Ladányi Erzsébettel közösen) készített a magyar államalapítás, a magyarság kereszténnyé válása problémájáról.
Élete utolsó szakaszában több írásában foglalkozott a korai magyar nemzettudat kérdésével.
Munkáit az európai látásmód, a nemzetközi szakirodalom alapos ismerete  jellemezte. „Mindig a forrásokból indul ki, és sohasem valamely elképzelés, tetszetős  ötlet erőszakolt, minden áron való igazolását keresi bennük. Műveinek igazi súlyát  hitele adja.” – írta róla egykori tanítványa, Solymosi László professzor 2001-ben, 70.  születésnapja alkalmából mondott köszöntésében.
Több tudományos eredménye ma már szakmai közkincs (itthon  s külföldön), sőt középiskolai tananyagnak számít. Munkássága elismeréseképpen  nemzetközi tudományos szervezeteknek is a tagja lett.

### Főbb művei
- Gerics József: Legkorábbi gesta-szerkesztéseink keletkezésrendjének problémái.  Budapest, 1961.
- Gerics József: A korai rendiség Európában és Magyarországon. Budapest, 1987.
- Gerics József: Egyház, állam és gondolkodás Magyarországon a középkorban. Budapest,  1995.

### Tagságai külföldi tudományos társaságokban
- Commission Internationale pour l`Histoire des Assemblées d`États (1974-től)
- Opus fundatum Latinitas linguae Latinae excolendae provehendae (Vatikán, 1981-től)
- Történettudományok Európai Akadémiája (Brüsszel, 1981-től)